# 1481

## Esdeveniments
Països Catalans
- Reforma constitucional a Catalunya amb la Constitució de l'observança.

Resta del món
- Començament de la Inquisició a Espanya amb Torquemada.
- Creació del Calendari en Pedra del poble asteca.

## Naixements
Països Catalans
- Mateu Fletxa el Vell, compositor.

Resta del món
- 15 de gener - Japó: Ashikaga Yoshizumi, 27è shogun.

## Necrològiques
Països Catalans
Resta del món